# Бонифачо, Франческо Паоло
Франческо Паоло Бонифачо (итал. Francesco Paolo Bonifacio; 3 мая 1923, Кастелламмаре-ди-Стабия, провинция Неаполь, Кампания — 14 марта 1989, Рим) — итальянский юрист и политик, председатель Конституционного суда Италии (1973—1975), министр помилования и юстиции Италии (1976—1979).

## Биография
Родился в Кастелламмаре-ди-Стабия, был профессором римского права в университете Кальяри, затем преподавал римское право в университете Бари и публичное римское право в Неаполитанском университете.
В 1959 году при поддержке Христианско-демократической партии избран в Высший судебный совет Италии, в 1963 году избран по квоте парламента в состав Конституционного суда.
С 23 февраля 1973 по 25 октября 1975 года являлся председателем Конституционного суда.
В этот период Конституционный суд сделал первые шаги в направлении декриминализации абортов в Италии. В частности, решение суда 127 от 1975 года признавало приоритет права беременной женщины на охрану здоровья в сравнении с правами эмбриона. Решение суда от 1973 года признавало прослушивание телефонных разговоров правомерным только с санкции суда.
С 1976 года — профессор общего публичного права в Риме.
С 12 февраля по 29 июля 1976 года являлся министром помилования и юстиции Италии в пятом правительстве Моро, затем до 11 марта 1978 года — в третьем правительстве Андреотти и до 20 марта 1979 года — в четвёртом правительстве Андреотти.
В 1976 году избран в Сенат Италии от Кампании по спискам ХДП, возглавлял Комиссию по конституционным вопросам, активно участвовал в подготовке проектов конституционной реформы. В 1987 году отказался от участия в очередных выборах и посвятил себя преподаванию конституционного права в Римском университете.

## Основные труды
- Ricerche sul deposito irregolare nel diritto romano, Milano 1947;
- Ipotesi di competenza del Senato in tema di conversione di onere (nota di diritto romano), Napoli 1948;
- Ricerche sulla «Lex Falcidia de legatis», ivi 1948;
- La novazione nel diritto romano, ivi 1950;
- L’estinzione del giudizio per «mors litis», Modena 1952;
- Studi sul processo formulare romano, vol. I, Napoli 1956;
- Ius quod ad actiones pertinet, Bari 1960;
- Indipendenza della magistratura, in Iustitia, 1965, pp. 359–80;
- Corte costituzionale e autorità giudiziaria, in Rivista di diritto processuale, 1967, pp. 238–268;
- La magistratura e gli altri poteri dello stato, in Rassegna di diritto pubblico, 1968, I, pp. 1–17;
- Il lavoro fondamento della Repubblica democratica: orientamenti della giustizia costituzionale, in Studi per il XX anniversario dell’Assemblea costituente, vol. III, Firenze 1969, pp. 9–31.

## Награды
- Кавалер Большого креста ордена «За заслуги перед Итальянской Республикой» (13 ноября 1964)[6].